# Louisa Starr

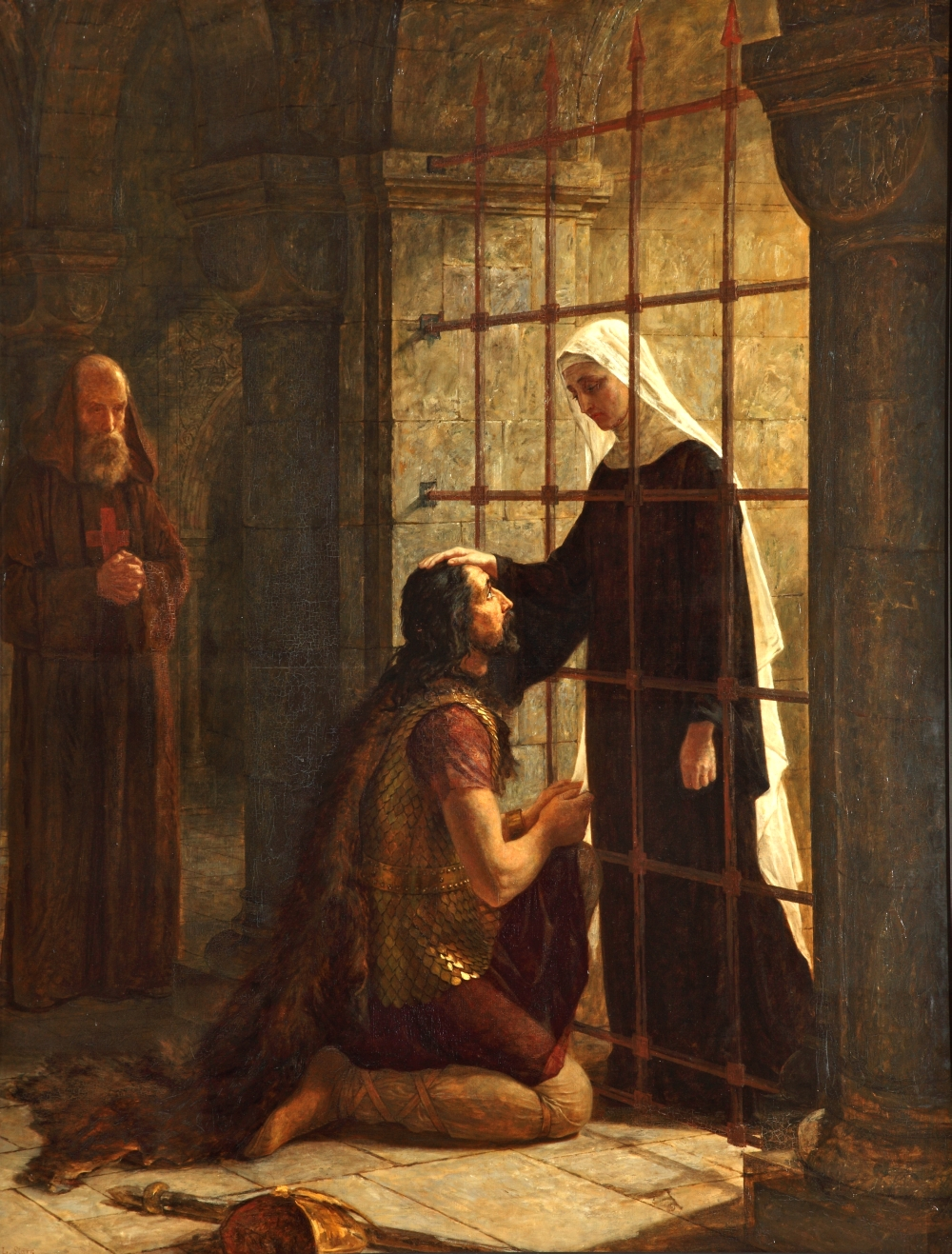
Sintram y su madre, de una historia de De la Motte Fouqué.

Louisa Starr, más tarde Louisa Canziani (Londres, 1845–Londres, 25 de mayo de 1909), fue una pintora británica.

## Biografía
Starr nació en Londres y vivió en Russell Square cuando se convirtió en copista en el Museo Británico. Estudiando en la Royal Academy of Arts, mostró su primer trabajo allí en 1866 y para 1876 había mostrado 17 pinturas. Ganó una medalla de oro de la Royal Academy por pintura de historia en 1867. Fue la primera mujer en recibirla y fue seguida por la medalla Jessie Macgregor de oro en 1871, pero la siguiente mujer en conseguirlo no lo fue hasta 1909.
Se casó con el italiano Enrico Canziani y después firmó sus trabajos con su nombre de casada. Su hija Estella Canziani también fue artista.
Exhibió su trabajo en el Palacio de Bellas artes en la Exposición Universal de Chicago de 1893.
Su pintura Sintram y su madre fue incluida en el libro de 1905 Mujeres Pintoras del Mundo.
Starr murió en Londres.